# SZK Torpedo Kutaiszi
A Torpedo–2008 Kutaiszi (grúzul: საფეხბურთო კლუბი ტორპედო ქუთაისი, magyar átírásban: Szapehburto Klubi Torpedo Kutaiszi) egy grúz labdarúgócsapat Kutaiszi városából. 
1962-ben szerepelt először a szovjet élvonalban, ahol összesen 13 szezont töltött el.
Az ezredforduló meghatározó grúz csapata volt, 2000–2002 között sorozatban háromszor nyerte meg a bajnokságot, 1999–2002 között minden alkalommal a kupadöntőbe jutott, amit 1999-ben és 2001-ben is elhódított. A 2006–2007-es szezont követően a klub anyagi helyzete válságosra fordult, ezértz visszalépett az élvonalbeli szerepléstől.

## Névváltozások
- 1946–1949: Torpedo Kutaiszi
- 1949–1960: Lokomotyiv Kutaiszi
- 1960–1990: Torpedo Kutaiszi
- 1990–1992: SZK Kutaiszi
- 1992–2008: Torpedo Kutaiszi
- 2008–2010: Torpedo–2008 Kutaiszi

2010 óta jelenlegi nevén szerepel.

## Sikerei
- Grúz bajnok: 4 alkalommal (2000, 2001, 2002, 2017)
- A Grúz SZSZSZK bajnoka: 1 alkalommal (1949)

- Grúz Kupa-győztes: 3 alkalommal (1999, 2001, 2016)

## Eredményei

### Európaikupa-szereplés

#### Összesítve
| Kupa            | J  | Gy | D | V  | Rg | Kg |
| --------------- | -- | -- | - | -- | -- | -- |
| Bajnokok Ligája | 10 | 4  | 2 | 4  | 12 | 15 |
| UEFA-kupa       | 8  | 2  | 0 | 6  | 10 | 20 |
| Intertotó-kupa  | 4  | 2  | 1 | 1  | 9  | 3  |
| Összesítve      | 22 | 8  | 3 | 11 | 31 | 38 |

#### Szezonális bontásban
| Idény     | Kupa            | Forduló         | Klub                     | 1. mérk. | 2. mérk. |
| --------- | --------------- | --------------- | ------------------------ | -------- | -------- |
| 1998      | Intertotó-kupa  | 1. forduló      | Erebuni-Homenmen Jerevan | 6–0*     | 1–1      |
| 1998      | Intertotó-kupa  | 2. forduló      | Lommel SK                | 0–1      | 2–1*     |
| 1999–2000 | UEFA-kupa       | Selejtezőkör    | Lantana Tallinn          | 5–0      | 4–2*     |
| 1999–2000 | UEFA-kupa       | 1. forduló      | AÉK                      | 0–1*     | 1–6      |
| 2000–2001 | Bajnokok Ligája | 2. selejtezőkör | Crvena zvezda            | 0–4      | 2–0*     |
| 2001–2002 | Bajnokok Ligája | 1. selejtezőkör | Linfield                 | 0–0      | 1–0*     |
| 2001–2002 | Bajnokok Ligája | 2. selejtezőkör | FC København             | 1–1*     | 1–3      |
| 2002–2003 | Bajnokok Ligája | 1. selejtezőkör | B36 Tórshavn             | 5–2*     | 1–0      |
| 2002–2003 | Bajnokok Ligája | 2. selejtezőkör | Sparta Praha             | 0–3      | 1–2*     |
| 2003–2004 | UEFA-kupa       | Selejtezőkör    | RC Lens                  | 0–3      | 0–2*     |
| 2005–2006 | UEFA-kupa       | 1. selejtezőkör | BATE Bariszav            | 0–1*     | 0–5      |

Megj.:
A csillaggal jelölt mérkőzéseket pályaválasztóként játszotta.

## Külső hivatkozások
- Hivatalos oldal[halott link] (grúzul)